# Liste der Abgeordneten zum Kärntner Landtag (5. Wahlperiode)
Diese Liste der Abgeordneten zum Kärntner Landtag (5. Wahlperiode) listet alle Abgeordneten zum Kärntner Landtag in der 5. Wahlperiode auf. Die Angelobung der Abgeordneten erfolgte am 24. September 1878, die letzte Sitzung der 7. Wahlperiode wurde am 11. Februar 1883 einberufen. Dem Landtag gehörten dabei 10 Vertreter des „großen Grundbesitzes“ (GG), 9 Vertreter der Städte, Märkte und Industrialorte (SMI), 3 Vertreter der Handels- und Gewerbekammer (HGK) und 14 Vertreter der Landgemeinden (LG) sowie der Bischof von Gurk an.

## Sessionen
Die 5. Wahlperiode war in fünf Sessionen unterteilt:
- I. Session: 24. September 1878 bis 19. Oktober 1878
- II. Session: 8. Juni bis 10. Juli 1880
- III. Session: 24. September 1881 bis 25. Oktober 1881
- IV. Session: 26. September 1883 bis 21. Oktober 1882
- V. Session:  3. September 1883 bis 11. Oktober 1883

## Landtagsabgeordnete
| Name                         | Wahl- klasse | Region                                                        | Anmerkung                                                      |
| ---------------------------- | ------------ | ------------------------------------------------------------- | -------------------------------------------------------------- |
| Burger Johann von            | GG           |                                                               | im Amt verstorben                                              |
| Canaval Leodegar             | HGK          |                                                               |                                                                |
| Ebner Alexander              | SMI          | Spittal, Gmünd, Obervellach, Oberdrauburg                     | Mandatsverzicht in der Sitzung am 12. September 1883 verkündet |
| Edlmann Ernst                | GG           |                                                               | Mandatsverzicht in der Sitzung am 24. September 1881 verkündet |
| Elbl Anton                   | GG           |                                                               | am 24. September 1881 angelobt                                 |
| Erwein Josef                 | GG           |                                                               |                                                                |
| Frey August von              | HGK          |                                                               | Mandatsverzicht in der Sitzung am 26. September 1882 verkündet |
| Funder Peter                 | Virilstimme  |                                                               | Nachfolger von Valentin Wiery                                  |
| Ghon Carl                    | SMI          | Villach                                                       |                                                                |
| Goëss Anton von              | GG           |                                                               |                                                                |
| Goëss Zeno                   | GG           |                                                               | am 8. Juni 1880 für Johann von Burger angelobt                 |
| Grebmer Johann von           | SMI          | Spittal, Gmünd, Obervellach, Oberdrauburg                     | am 12. September 1883 für Alexander Ebner angelobt             |
| Hillinger Carl               | HGK          |                                                               |                                                                |
| Hinterhuber Hermann          | HGK          |                                                               | am 26. September 1882 für August von Frey angelobt             |
| Hock Gustav                  | LG           | St. Veit, Friesach, Gurk, Althofen, Eberstein                 |                                                                |
| Holzer Josef                 | LG           | St. Veit, Friesach, Gurk, Althofen, Eberstein                 |                                                                |
| Horner Josef                 | LG           | Völkermarkt, Eberndorf, Bleiburg, Kappel                      |                                                                |
| Jessernig Gabriel von        | SMI          | Klagenfurt                                                    |                                                                |
| Krampl Lorenz                | LG           | Wolfsberg, St. Leonhard, St. Paul                             | am 26. September 1882 angelobt                                 |
| Lax Peter                    | LG           | Klagenfurt, Feldkirchen, Ferlach                              | am 26. September 1882 für Wolfgang Petritz angelobt            |
| Luggin Josef                 | SMI          | Völkermarkt, Bleiburg, Kappel                                 |                                                                |
| Maier August                 | LG           | Hermagor, Tarvis, Arnoldstein, Kötschach                      |                                                                |
| Moro Leopold von             | GG           |                                                               |                                                                |
| Mühlbacher Paul              | GG           |                                                               | am 24. September 1881 angelobt                                 |
| Nagel Leopold                | SMI          | Klagenfurt                                                    |                                                                |
| Naredi Josef                 | SMI          | Friesach, Straßburg, Althofen, Hüttenberg                     | Mandatsverzicht in der Sitzung am 26. September 1882 verkündet |
| Neste Friedrich              | LG           | Villach, Paternion, Rosegg                                    |                                                                |
| Nischelwitzer Oswald         | LG           | Hermagor, Tarvis, Arnoldstein, Kötschach                      |                                                                |
| Oliva Franz                  | LG           | St. Veit, Friesach, Gurk, Althofen, Eberstein                 | im Amt verstorben                                              |
| Orsini-Rosenberg Heinrich    | GG           |                                                               |                                                                |
| Ottitsch Josef               | LG           | Wolfsberg, St. Leonhard, St. Paul                             | Mandatsverzicht in der Sitzung am 26. September 1882 verkündet |
| Petritz Wolfgang             | LG           | Klagenfurt, Feldkirchen, Ferlach                              | Mandatsverzicht in der Sitzung am 26. September 1882 verkündet |
| Pötsch Karl                  | LG           | Wolfsberg, St. Leonhard, St. Paul                             | am 26. September 1882 angelobt                                 |
| Pongraz Georg                | LG           | Wolfsberg, St. Leonhard, St. Paul                             | Mandatsverzicht in der Sitzung am 26. September 1882 verkündet |
| Rainer Viktor von            | GG           |                                                               |                                                                |
| Ritter Valerius              | SMI          | Wolfsberg, St. Leonhard, St. Andrä, St. Paul, Unterdrauburg   |                                                                |
| Schnablegger Cajetan         | SMI          | Hermagor, Tarvis, Malborghet, Bleiburg-Kreuth                 |                                                                |
| Seebacher Johann             | LG           | Klagenfurt, Feldkirchen, Ferlach                              |                                                                |
| Johann Johann                | GG           |                                                               |                                                                |
| Stockert Karl                | GG           |                                                               | Mandatsverzicht in der Sitzung am 24. September 1881 verkündet |
| Tauerer Josef                | LG           | Spittal, Millstatt, Gmünd, Greifenburg, Obervellach, Winklern |                                                                |
| Tengg Thomas                 | LG           | Villach, Paternion, Rosegg                                    |                                                                |
| Thurn-Valsassina Douglas von | GG           |                                                               |                                                                |
| Traun Gustav                 | SMI          | Friesach, Straßburg, Althofen, Hüttenberg                     | am 26. September 1882 für Josef Naredi angelobt                |
| Ubl Carl                     | SMI          | St. Veit, Feldkirchen                                         |                                                                |
| Ullmann Josef                | LG           | Völkermarkt, Eberndorf, Bleiburg, Kappel                      |                                                                |
| Walter Josef                 | LG           | Spittal, Millstatt, Gmünd, Greifenburg, Obervellach, Winklern |                                                                |
| Wiery Valentin               | Virilstimme  |                                                               | am 29. Dezember 1880 verstorben                                |